# Rosenda
Rosenda és una pel·lícula mexicana de 1948 dirigida per Julio Bracho i protagonitzada per Rita Macedo, Fernando Soler i Rodolfo Acosta. Està basada en un conte de José Rubén Romero.

## Sinopsi
En un poble en 1938, el traginer Salustio (Rodolfo Acosta) demana Ponciano (Fernando Soler), amo d'una botiga, que sol·liciti la mà de la pagesa Rosenda (Rita Macedo), que viu al camp amb el seu pare (Roberto Meyer). Aquest no vol Salustio però deixa que Ponciano s'emporti Rosenda i la deixi amb una costurera, perquè Salustio ha desaparegut. Ponciano ensenya a llegir i escriure a Rosenda i es fan amants.
Temps després Salustio torna convertit en bandoler de malnom «General Tejón» i que diu lluitar per la justícia social. Ponciano es casa amb Rosenda i la deixa amb un capellà mentre s'enfronta a Salustio. Aquest captura Ponciano i el capellà, però Rosenda es refugia amb unes dones solteres i després s'assabenta que Salustio i Ponciano han mort, però aquest està viu i la busca. Un any més tard la troba amb el seu petit fill en un encreuament de trens.

## Repartiment
- Fernando Soler com Ponciano Robles
- Rita Macedo com Rosenda
- Nicolás Rodríguez com a Senyor Perea
- Rodolfo Acosta com Salustio Hernández
- Francisco Reiguera com a Pare Ros
- Ildefonso Sánchez Curiel com a Bandit (com a Don Chicho)
- Lupe del Castell com a Donya Pomposa (com Guadalupe del Castell)
- Antonio R. Frausto com Chema, Bandit
- Armando Velasco com a President Municipal
- Roberto Meyer com a Don Ruperto (com Roberto Mayer)
- Jorge Arriaga com a Tinent Solórzano (no acreditat)
- Conchita Gentil Arcos com a Senyoreta Rocha (no acreditada)
- María Gentil Arcos com a Senyoreta Rocha (no acreditada)
- Estela Matute com Fichera (no acreditada)
- Pepe Nava com a Soldada (no acreditat)
- Hernán Vera com Cantinero (no acreditat)

## Crítica
D'acord amb el crític de cinema Emilio García Riera, la pel·lícula pretén reflectir l'«ànima de Mèxic», però no ho aconsegueix. En canvi, sí que qualifica a la pel·lícula de pintoresca, «com una tertúlia d'endormiscats cavallers pobletans».

## Recepció
A la IV edició dels Premis Ariel va rebre sis nominacions (millor pel·lícula, direcció, escenografia, guió adaptat, fotografia i música) però no obtingué cap premi.